# Damián Loreti
Damián Miguel Loreti (2 de diciembre de 1962) es un abogado argentino, Doctorado en Ciencias de la Información de la Universidad Complutense de Madrid.  Profesor e investigador universitario, se dedica al estudio del derecho a la comunicación, la libertad de expresión y derechos humanos.
Es abogado por la Universidad de Buenos Aires y doctor en Ciencias de la Información por la Universidad Complutense de Madrid; profesor titular de la Cátedra Libre UNESCO-Libertad de Expresión de la Facultad de Periodismo y Comunicación Social de la Universidad Nacional de La Plata. 
Fue director de la Carrera de Ciencias de la Comunicación (2002-2006) y vicedecano (2006-2010) de la Facultad de Ciencias Sociales de la Universidad de Buenos Aires.
Es profesor titular de la Cátedra de Derecho a la Información de la Carrera de Ciencias de la Comunicación de esa Facultad.
Es asesor de la Federación Argentina de Trabajadores de Prensa, de la Confederación Sindical de Trabajadores de los medios de comunicación en temáticas de libertad de expresión y radiodifusión y de la Asociación Mundial de Radios Comunitarias para América Latina y Caribe, en temáticas de libertad de expresión y Caribe en temáticas de libertad de expresión y radiodifusión.
Participó en la elaboración de los 21 puntos básicos por el derecho a la comunicación. Fue un importante impulsor de la Ley de Servicios de Comunicación Audiovisual, aprobada por las cámaras el 10 de octubre de 2009.
Ha publicado numerosos trabajos de su especialidad.

## Obra
- Loreti, D. (1998) El derecho a la información. Buenos Aires: Paidós.
- Loreti, D. (2006) América Latina y la Libertad de Expresión. Buenos Aires: Norma. ISBN 958-04-8601-8
- Loreti, D.; Mastrini, G.; Baranchuk, M. (2008) Participación y Democracia en la Sociedad de la Información. Buenos Aires: Prometeo. ISBN 978-987-574-212-3
- Loreti, D.; Lozano, L.; (2014) El derecho a comunicar. Los conflictos en torno a la libertad de expresión en las sociedades contemporáneas. Buenos Aires: Siglo XXI. ISBN 978-987-629-367-9 Con prólogo de Horacio Verbitsky.